# Milánói érseki palota
Az érseki palota (Palazzo Arcivescovile) Milánó érsekének és püspökének hivatalos rezidenciája. A királyi palota valamint a dóm szomszédságában áll a Piazza Fontana sarkán.

## Története
A palota 1170-ben épült. Arcimboldi püspök 1493 és 1497 között kibővítette, majd Borromeo Szent Károly Pellegrino Tibaldi tervei alapján folytatta bővítését. A hatalmas kapuzat is Tibaldi alkotása. 1784-1801 között Piermarini alakította át jelentősen homlokzatát. A palota egyik fő látnivalója a 18. századi kápolna, valamint a kanonokudvar, melyet idomtéglákból épített árkádsor fog közre. Az udvaron Luigi Strazza két szobra áll: Mózes és Áron.